# Nahirne
Nahirne (ucraniano: Нагірне; hasta 1948: Karagach) es un pueblo en el raión de Izmail en la óblast de Odesa del suroeste de Ucrania. Está ubicada al nordeste del lago Kagul.

## Historia
La ciudad de Nahirne era parte de la región, desde sus inicios, del distrito histórico de Budzhak (en el sur de Besarabia) del Principado de Moldavia, siendo la mayoría de su población moldava.
En el siglo XIX, según el censo realizado por las autoridades zaristas en 1817, Nahirne era parte del condado de Izmaíl.
Después de la Guerra Ruso-Turca de 1806 al 1812, las familias fueron colonizadas por inmigrantes del sur del Danubio de Bulgaria, que recibieron la tierra de la ocupación rusa de Besarabia. Con el tiempo, el pueblo ha cambiado la composición étnica a búlgaras se convirtió en la mayor parte de la ciudad.
Tras el Tratado de París de 1856, que concluyó la Guerra de Crimea, Rusia devolvió a Moldavia una franja de tierra al suroeste de Besarabia (conocida como Cahul, Bolgrad e Izmaíl). Después de las pérdidas territoriales, Rusia no tenía acceso al río Danubio. Después de la unificación de Moldavia y Rumania en 1859, este territorio formó parte del nuevo estado de Rumania (hasta 1866 llamado "Principados Unidos de Valaquia y Moldavia"). Tras el Tratado de Paz de Berlín de 1878 luego de la finalización de la Guerra Ruso-Turca (1877-1878), Rumania se vio obligado a ceder el territorio de Rusia.
Después de la unificación de Besarabia con Rumania el 27 de marzo de 1918, Nahirne formó parte de Rumania en el condado de Reni Izmaíl. Para entonces, la mayoría de la población era búlgara. El censo de 1930, mostró que de los 3448 habitantes de la localidad, 3290 eran búlgaros (95.42 %), 117 eran rumanos (3.39 %)), 16 eran de gagauz (0.46 %), 15 eran rusos (0.44 %), 5 eran griegos y 1 era turco.
Tras el Pacto Ribbentrop-Molotov (1939), Besarabia, Bucovina del norte y Herta fueron anexados a la Unión Soviética el 28 de junio de 1940. Después de que Besarabia fue ocupada por los soviéticos, Besarabia se dividió en tres partes. Así, el 2 de agosto de 1940, la República Socialista Soviética de Moldavia se formó, y el sur (condados de Rumania: Izmaíl y Cetatea Alba) y norte (Condado de Hotin) de Besarabia y el norte de Bucovina y Herta fueron reasignados a la RSS de Ucrania. El 7 de agosto de 1940, el óblast de Izmaíl fue creado, formado por los territorios en el sur de Besarabia y fueron reasignados a la RSS de Ucrania.
Durante 1941 a 1944, todos los territorios anexionados anteriormente a la Unión Soviética estaban de vuelta en Rumanía. Luego, los tres territorios fueron vueltos a ocupar por la Unión Soviética en 1944, acabando en su incorporación de la RSS de Ucrania, bajo la organización territorial presentada después de la anexión por Stalin en 1940, cuando Besarabia se dividió en tres partes.
En 1947, las autoridades soviéticas cambiaron el nombre oficial del pueblo de Karagach a Nahirne. En 1954, el óblast de Izmaíl fue deshecho, y las localidades se han incluido en el óblast de Odesa.
Desde 1991, el pueblo es parte del Raión de Reni de la Ucrania independiente en la óblast de Odesa. En la actualidad, el pueblo tiene 2611 habitantes, sobre todo de etnia búlgara.